# 张弘力
张弘力（1950年—），河北吴桥人，中华人民共和国政治人物。
毕业于东北财经大学金融系金融专业。1998年，担任中华人民共和国财政部预算司司长。2005年，升任财政部部长助理。2007年，任财政部副部长。后担任中国投资有限责任公司副总经理。